# Commerce (metropolitana di Parigi)
Commerce è una stazione della linea 8 della metropolitana di Parigi, nel XV arrondissement.

## La stazione
La stazione venne aperta il 27 luglio 1937 e porta il nome della strada e del parco che sono situati al suo ingresso. La rue du Commerce è una strada degli acquisti sita nel quartiere di  Grenelle nel XV arrondissement di Parigi.
A causa della ristrettezza della sede stradale della strada soprastante, i marciapiedi della stazione sono sfalsati come nella stazione Liège.

## Interconnessioni
- Bus RATP - 70, 88 (rue des Entrepreneurs)